# Collegium św. Marii Magdaleny w Poznaniu
Collegium św. Marii Magdaleny w Poznaniu – gmach Uniwersytetu Medycznego im. Karola Marcinkowskiego, zlokalizowany przy ulicy o tej samej nazwie. Powstał w 1890 jako budynek dla Związku Kobiet „Ojczyzna”.

## Jednostki naukowe
W budynku mieszczą się:
- Katedra Anestezjologii i Intensywnej Terapii
- Katedra i Zakład Botaniki Farmaceutycznej i Biotechnologii Roślin
- Katedra i Zakład Farmacji Klinicznej i Biofarmacji